# Katia della Faille de Leverghem
Katia Maria Louise Hubert della Faille de Leverghem (Wilrijk, 13 januari 1969) is een voormalig Belgisch model en liberaal politica.

## Levensloop
Jonkvrouw Katia della Faille, dochter van jonkheer Loïc della Faille de Leverghem en Marie Paule Deckers, werd zelfstandig model in de modewereld vanaf 1988. Daarnaast behaalde ze de diploma's van kandidaat in de rechten in 1989 en licentiaat in de communicatiewetenschappen in 1991. Zij huwde in 1990 met Thierry graaf de Limburg Stirum (1959), met wie ze twee dochters heeft. Sinds 2012 is ze tevens uitbaatster van een luxueuze bed and breakfast in het kasteelpark van het Kasteel van Huldenberg.
In Huldenberg werd ze in 1994 voor het eerst gekozen in de gemeenteraad. Na de gemeenteraadsverkiezingen van 2000 was ze er tot eind 2006 schepen van sport, jeugd, senioren, gezondheid, sociale zaken en gelijke kansen. Ook in 2006 werd ze verkozen, maar kwam haar partij in de oppositie. In 2012 werd ze herverkozen als gemeenteraadslid en werd vanaf 1 januari 2013 opnieuw schepen in Huldenberg, bevoegd voor milieu, gezondheid, land- en bosbouw, begraafplaatsen en toerisme. In mei 2014 nam ze ontslag als schepen wegens gezondheidsredenen. Ze bleef wel gemeenteraadslid van Huldenberg, een functie die ze nog steeds uitoefent.
Bij de verkiezingen van juni 2007 werd ze verkozen als lid van de Kamer van volksvertegenwoordigers voor de kieskring Leuven, wat ze bleef tot in juni 2010. Bij de federale verkiezingen van 2010 was Katia della Faille kandidaat voor de Senaat, maar ze raakte niet verkozen.
In 2008 werd ze door Actua-TV verkozen tot de meest sexy politica.